# Feministiskt initiativs valskiva
Feministiskt initiativs valskiva var en skiva vid namn "F!"  som släpptes 23 april 2014 av Feministiskt Initiativ inför valet 2014. På skivan medverkade 65 olika artister med lika många låtar. Några av artisterna är: Robyn, Sarah Dawn Finer, Familjen och Tove Styrke.